# Antipsychiatrie
Antipsychiatrie ist generell „alles“, was dem Grundgedanken und den daraus entstehenden Handlungen der Psychiatrie negativ bis ablehnend gegenübersteht. Sie entwickelte sich zwischen 1955 und 1975, nach der Einführung von Lobotomien, unter anderem in Großbritannien, in Italien, den USA und in der Bundesrepublik Deutschland. Die antipsychiatrische Bewegung umfasst verschiedene Gruppen mit unterschiedlichen Hintergründen.
Kritikpunkte gegenüber der Psychiatrie beziehen sich in Deutschland vor allem auf die Missachtung von Artikel 1 und 2 des Grundgesetzes sowie diverser Menschenrechte in psychiatrischen Kliniken durch die Zwangsbehandlung. Kritisiert werden in verschiedenen Ländern die „chemische Lobotomie“, Gaslighting, die Stigmatisierung der Kranken und andere oft gebräuchliche, teilweise willkürlich ausgeübte Behandlungsmethoden – zum Beispiel mit Psychopharmaka – sowie die Klassifizierung psychischer Krankheiten. Antipsychiatrie prangert an und klärt nicht nur über die Missstände in psychiatrischen Einrichtungen auf, sondern stellt die Psychiatrie als solche grundlegend in Frage. Oft wird die Psychiatrie als Mechanismus des bestehenden gesellschaftlichen Systems zur Aufrechterhaltung der herrschenden Ordnung beschrieben. Insbesondere kritisiert wird dabei das angeblich unwissenschaftliche Agieren dieser Disziplin.
David Cooper wird zusammen mit den Psychiatern Ronald D. Laing und Thomas Szasz zu den wichtigsten Vertretern der Antipsychiatriebewegung gezählt. Außerdem werden der Bewegung unter anderem die Psychiater Jan Foudraine, Franco Basaglia und Félix Guattari sowie der Soziologe Erving Goffman und der Philosoph Gilles Deleuze zugeordnet. Größte Aufmerksamkeit erlangten antipsychiatrische Thesen seit 1961 durch Michel Foucaults Werk Wahnsinn und Gesellschaft: Eine Geschichte des Wahns im Zeitalter der Vernunft, er selbst wird aber in der Regel noch nicht zur Antipsychiatriebewegung gezählt.

## Historische Vorläufer
Als Vorläufer der Antipsychiatrie-Bewegung der 1960er Jahre kann die romantisch orientierte französische psychiatriekritische Bewegung angesehen werden, welche auf die Französische Revolution von 1789 folgte. Ebenso formierte sich um 1900 in Deutschland eine Bewegung von bürgerlichen Gruppen, wie etwa einer 1907 von dem Ingenieur und ehemaligen Psychiatriepatienten Georg Wetzer (1878–1914) gegründeten Liga zur Wahrung der Interessen von Geisteskranken, welche heftige Kritik an der Internierungspraxis und der Feststellung einer Geisteskrankheit übten. Hier wurde auch schon der Begriff „Antipsychiatrie“ benutzt. In der heutigen Bedeutung wurde der Terminus „Antipsychiatrie“ erstmals 1967 von David Cooper verwendet.

## Varianten
Unter den Antipsychiatern gibt es unterschiedliche Auffassungen, die von der Kritik an der institutionellen Psychiatrie (speziell dem Klinikalltag), ihren Krankheitsbeschreibungen und Behandlungen bis zur vollkommenen Ablehnung von psychiatrischen Diagnosen und Behandlungsmethoden reicht. Oft wird die Psychiatrie als Mechanismus des bestehenden gesellschaftlichen Systems zur Aufrechterhaltung der herrschenden Ordnung beschrieben.
Einigkeit herrscht in der Ablehnung von Zwangsmaßnahmen. Eine Mehrheit spricht sich auch strikt gegen die Anwendung von Neuroleptika aus und sieht von ihnen lediglich Nebenwirkungen und Schäden ausgehen. Wenige Kritiker (z. B. Cooper) setzten hingegen selbst auch Medikamente ein. Kritisiert wird zum Beispiel, dass die als Folter und Unterdrückungsmittel benutzte Elektrokrampftherapie gegen den informierten Willen des Patienten eingesetzt wird und deren Hauptverwendungszweck darin bestehe, Erinnerungen oder gar Identitäten zu löschen und Betroffene daran zu hindern einen legalen Rekurs zu tätigen.
Die Kritik an der klassischen Psychiatrie richtete sich hauptsächlich gegen die Schizophrenie, mit der ein Großteil der Patienten in psychiatrischen Kliniken diagnostiziert ist (siehe auch Kritik am Konzept Schizophrenie). Für die Erklärung der Symptome der Schizophrenie wurde die Doppelbindungstheorie (double bind, Beziehungsfalle), bezogen auf die Familie des Erkrankten, hinzugezogen. Danach würden paradoxe Botschaften, die sich selbst widersprechen und in Beziehungen von Menschen gehäuft auftreten, zur Lähmung und starken Verwirrung der betroffenen Person führen. Dies könne dann zu den Symptomen führen, die der Schizophrenie zugeordnet werden, aber auch als normale Reaktion auf verwirrende Zustände angesehen werden.
Der schweizerische Anwalt Edmund Schönenberger verteidigte seit 1975 Zwangspsychiatrisierte mit seinem umstrittenen Verein Psychex und summiert seine Erfahrungen in der These, dass die Zwangspsychiatrie letztlich der Aufrechterhaltung der herrschenden Ordnung diene. Antipsychiatrische Standpunkte argumentieren, dass innerhalb des psychologisch-psychiatrischen Systems der Fokus von Diagnosen auf dem Individuum liege und nicht auf den äußeren Bedingungen von Personen. Dies spiegele sich auch in dem Paradigmenwechsel der Symptom/Syndrom-Beschreibungen des ICD und dem DSM wider, welche von einer ätiologischen Klassifikation von Diagnosen gewechselt hat hin zu einer Checkliste von Symptomen.
Ein wichtiger Kritikpunkt war die mangelnde Aufarbeitung der Psychiatriegeschichte, insbesondere die Verbrechen in totalitären Regimen wie dem Nationalsozialismus. In Deutschland war die Zwangssterilisation und die Ermordung psychisch Kranker nach dem Zweiten Weltkrieg nicht genügend aufgearbeitet worden. Auch die Rolle des wohl berühmtesten Schweizer Psychiaters Eugen Bleuler, welcher durch seine Beschreibung der Schizophrenie bekannt wurde, zugleich Lehrbuchautor und Direktor der psychiatrischen Anstalt Burghölzli in Zürich war, wird kritisiert. Ein Zitat von ihm lautet: „Eine nicht so einfach zu beantwortende Frage ist die, ob es erlaubt sein sollte, objektiv 'lebensunwertes Leben' anderer zu vernichten, ohne den ausdrücklichen Wunsch des Trägers. (…) Auch bei unheilbaren Geisteskranken, die unter Halluzinationen und melancholischen Depressionen schwer leiden und nicht handlungsfähig sind, würde ich einem ärztlichen Kollegium das Recht und in schweren Fällen die Pflicht zuschreiben, die Leiden abzukürzen – oft für viele Jahre.“

## Theorien

### Michel Foucault
Der Philosoph und Historiker Michel Foucault publizierte 1961 sein Werk Wahnsinn und Gesellschaft: Eine Geschichte des Wahns im Zeitalter der Vernunft, welches sich mit der Frage beschäftigt, an welchem Punkt in der europäischen Geistesgeschichte „die aufklärerische Vernunft sich endgültig vom Wahnsinn als ihrem manifesten Gegenteil losgesagt hat.“ Wichtige Einflüsse auf die Antipsychiatriebewegung der 1960er-Jahre stammen aus diesem und anderen Werken. Foucault hinterfragte weiterhin die medizinische Definition der psychischen Krankheit. Die Diagnose psychischer Krankheiten sei primär das Produkt sozialer, politischer und juristischer Prozesse und damit historisch bedingt. Die Klassifizierung von Individuen als psychisch krank und der jeweilige Umgang gründe in Prozeduren der Macht, insbesondere der Ausschließung und Verdrängung der als krank klassifizierten Subjekte aus dem gesellschaftlichen Diskurs. Medizin und Psychiatrie seien in diesem Sinne Instrumente, mit deren Hilfe die Ausgrenzung rationalisiert und wissenschaftlich legitimiert werde. Insbesondere durch Mechanismen der Naturalisierung erscheine „Krankheit“ fortan als ein unabhängig von sozialen Bedingungen und Zuschreibungen existierendes Faktum; so galt beispielsweise Homosexualität lange Zeit als behandlungsbedürftige psychische Störung.

### Erving Goffman
Der Soziologe Erving Goffman stellte in seinen Arbeiten die Lebensbedingungen der Patienten in psychiatrischen Asylen dar. Zusammen mit populären Darstellungen in den Medien (wie beispielsweise dem Roman Einer flog über das Kuckucksnest von Ken Kesey) führte dies unter Intellektuellen und in der Öffentlichkeit zu einer kritischen Haltung gegenüber der Psychiatrie. Für Erving Goffman waren psychiatrische Kliniken ein Beispiel für eine „totale Institution“, in der die Patienten systematisch der Willkür der höhergestellten Verantwortlichen (Ärzte, Pfleger und Verwaltung) ausgeliefert seien. Goffmans Verurteilung der klinischen Institutionen beruhte auf Erfahrungen, die er 1955 im Rahmen von Feldstudien im St. Elizabeths Krankenhaus (damals mit über 6000 Patienten) gesammelt hatte.

### Das Rosenhan-Experiment
Der amerikanische Psychologe David L. Rosenhan untersuchte angeblich die Validität und Reproduzierbarkeit psychiatrischer Diagnosen. Im Rosenhan-Experiment ließen sich acht psychisch gesunde Testpersonen in psychiatrische Anstalten einweisen, indem sie Symptome psychischer Erkrankungen (Wahnsymptome) angaben. Obwohl sie danach keine Symptome mehr vorspielten, wurden sie erst nach längerer Zeit entlassen – nicht als „gesund“ oder „geheilt“, sondern lediglich als „symptomfrei“. Seit 2019 werden Rosenhans Aussagen und ob er das Experiment tatsächlich wie geschildert durchgeführt hat, bezweifelt.

## Auswirkungen
Die Antipsychiatrie hat teilweise dazu beigetragen, dass das Bewusstsein für die Stigmatisierung psychisch Kranker geschärft worden ist. Sie hat einen kritischen Umgang mit der Nosologie und Terminologie angeregt und wichtige Reformen in der Versorgung psychiatrischer Patienten angestoßen. Unhaltbare Zustände und Behandlungsmethoden wurden und werden angeprangert. Dies gab unter anderem in Italien, Schweden und Österreich Anstöße für eine Reform der Psychiatrie, die zu einer teilweisen Auflösung der psychiatrischen Anstalten beziehungsweise zu starker Verkürzung der Verweildauer und genauerer Kontrolle der so genannten Zwangseinweisungen und Zwangsanhaltungen (d. h. Einweisung und Anhaltung gegen den Willen des oder der Betroffenen) führte.
- Mitglieder antipsychiatrischer Vereine forderten die Einrichtung sogenannter Weglaufhäuser, die in Analogie zu den Frauenhäusern den Betroffenen Obdach und Schutz geben sollten. Versuche, antipsychiatrische Konzepte in die Praxis umzusetzen, waren unter anderem die von Ronald D. Laing und David Cooper konzipierten „Households“ (Wohngemeinschaften) in der Kingsley Hall in London, Station 21. Versuche in diese Richtung in Deutschland waren das 1970 in Heidelberg von Wolfgang Huber gegründete Sozialistische Patientenkollektiv (SPK) und die 1980 gegründete Irren-Offensive. Aus dieser „Selbsthilfegruppe Psychiatrie-Überlebender“ heraus gründete der Sozialpädagoge Peter Lehmann 1986 den Antipsychiatrieverlag. Er bezeichnet seinen Weg als „humanistische Antipsychiatrie“.[28]  Die Deinstitutionalisierung der Behandlung von psychisch Kranken, wie sie von einigen Richtungen der Antipsychiatrie propagiert wurde, führte teilweise zu einer Verelendung und Kriminalisierung der Betroffenen.[29] In Berlin gründete sich aus der Irren-Offensive eine später abgespaltene Weglaufhausgruppe, die als „Verein zum Schutz vor psychiatrischer Gewalt“ seit 1996 unter anderem die Villa Stöckle als Weglaufhaus betreibt.[30]

- Während sich in den 1960ern vor allem Fachkundige aus dem universitären Bereich stellvertretend für die Interessen der Psychiatrie-Betroffenen einsetzten, fanden sich seit den 1970er- und 1980er-Jahren Selbsthilfegruppen zusammen und treten unter dem Terminus Antipsychiatrie auf. Sie greifen teilweise auf die Forderungen und Formulierungen der ursprünglichen Antipsychiatrie-Bewegung zurück.[31] Die Antipsychiatrie ist auch eine Teilströmung im Bundesverband Psychiatrie-Erfahrener (BPE).[32]

- Die Antipsychiatrie-Bewegung gab Impulse zu einer Verbesserung der Qualität der psychiatrischen Versorgung. So ist das Soteria-Konzept entstanden, das auf gleichwertige Beziehungen zwischen Betreuer und Patienten zielt. In Deutschland wurde im September 1975 der Bericht einer Psychiatrie-Enquête-Kommission vorgelegt, worin eine Reihe von Forderungen der Antipsychiatrie-Umgebung aufgegriffen wurden, und der zur deutschen Psychiatriereform führte.

- In Italien führten die therapeutischen Erfolge, das öffentlichkeitswirksame Auftreten Basaglias und günstige politische Bedingungen dazu, dass am 13. Mai 1978 das Gesetz für die Reform der Psychiatrie verabschiedet wurde, welches u. a. die Abschaffung der psychiatrischen Anstalten verfügte. Bei der Umsetzung in die Praxis taten sich erhebliche Probleme auf – nicht zuletzt, da aufgrund eines Regierungswechsels die Ausführung in anderer Hand lag.[33] Die Weltgesundheitsbehörde bezeichnete das Gesetz im Jahr 1985 als „revolutionär“.[34]

- In den USA hat sich die Antipsychiatrie zu einer patientenbasierten Verbraucherschutzbewegung hin entwickelt, die heute nicht mehr die Abschaffung der Psychiatrie verfolgt, sondern deren Reform im Sinne eines verstärkten „Verbraucherschutzes“ auf dem „Markt für geistige Gesundheit“ beabsichtigt.

- Als weiterer Erfolg der Antipsychiatrie-Bewegung gelten die im Jahr 1991 von der UN-Generalversammlung angenommenen Prinzipien für den Schutz von Personen mit geistigen Krankheiten.[35]

- Die Mad-Pride-Bewegung, 1996 in Kanada entstanden, bekämpft dagegen die Stigmatisierung von Menschen mit psychiatrischen und anderen Abweichungen von gesellschaftlicher Normalität durch selbstbewusste und öffentliche Darstellung ihrer Andersartigkeit und Vielfalt. Hierzu finden in vielen Städten jährlich Mad-Pride-Paraden statt.[36]

## Filme
- Family Life (1971, GB) mit Sandy Ratcliff, Bill Dean; Regie: Ken Loach. Alternativ-Titel: Wednesday’s Child.
- Equus (1977, USA, GB) mit Richard Burton, Peter Firth; Regie: Sidney Lumet.
- Titicut Follies (1967, USA), Regie: Frederick Wiseman. – In seinem ersten Film zeigt Wiseman die inhumanen Bedingungen im Bridgewater State Hospital in Massachusetts. Der Film durfte in den USA mehr als 20 Jahre lang nicht gezeigt werden.
- Einer flog über das Kuckucksnest (1975, USA)
- Berlin Calling (2008, Deutschland)